# Falsche Verdächtigung
Die falsche Verdächtigung stellt einen Tatbestand des deutschen Strafrechts dar, der im 10. Abschnitt des Besonderen Teils des Strafgesetzbuchs (StGB) in § 164 geregelt ist. Die Norm verbietet es, vor einer öffentlichen Stelle wissentlich den falschen Eindruck zu erwecken, ein anderer habe eine Straftat begangen. Sie soll nach überwiegender Auffassung sowohl den Betroffenen vor der unberechtigten Einleitung eines behördlichen Verfahren schützen als auch die Ermittlungsbehörden vor Irreführungen.
Für die falsche Verdächtigung können grundsätzlich eine Freiheitsstrafe bis zu fünf Jahren oder eine Geldstrafe verhängt werden. Die Anzahl der gemeldeten Fälle ist im Vergleich zu anderen Delikten gering; auf § 164 StGB entfallen etwa 0,3 % aller polizeilich registrierten Straftaten. 2016 wurden 16.762 Fälle der falschen Verdächtigung angezeigt.
Strafnormen, die mit dem deutschen § 164 StGB vergleichbar sind, finden sich auch in anderen Rechtsordnungen. In der Schweiz stellt Art. 303 StGB die falsche Anschuldigung unter Strafe, die mit Freiheitsstrafe bis zu fünf Jahren oder Geldstrafe geahndet wird. In Österreich fällt falsches Verdächtigen unter den Tatbestand der Verleumdung (§ 297 StGB), der ein ähnliches Strafmaß vorsieht.

## Normierung und Schutzzweck
§ 164 StGB lautet seit seiner letzten Änderung zum 1. April 2024 wie folgt:
(2) Ebenso wird bestraft, wer in gleicher Absicht bei einer der in Absatz 1 bezeichneten Stellen oder öffentlich über einen anderen wider besseres Wissen eine sonstige Behauptung tatsächlicher Art aufstellt, die geeignet ist, ein behördliches Verfahren oder andere behördliche Maßnahmen gegen ihn herbeizuführen oder fortdauern zu lassen.
Nach vorherrschender Auffassung in der Rechtswissenschaft verfolgt § 164 StGB einen doppelten Schutzzweck. Zum einen schützt die Norm die Rechtspflege vor Irreführung und unnötiger Inanspruchnahme. Als Argument hierfür wird die systematische Nähe des § 164 StGB zu den Delikten gegen die Rechtspflege angeführt. Zum anderen schützt sie denjenigen, der Gegenstand der falschen Verdächtigung ist, vor unberechtigten Maßnahmen der Strafverfolgungsbehörden. Hierfür wird angeführt, dass § 165 StGB die Person, die falsch verdächtigt wird, als Verletzten bezeichnet. Einige Stimmen vertreten demgegenüber, dass § 164 StGB ausschließlich den Schutz des Verletzten oder der Rechtspflege bezweckt. Von praktischer Bedeutung ist diese Streitfrage insbesondere für die Möglichkeit der rechtfertigenden Einwilligung des fälschlich Verdächtigten: Sofern der Tatbestand ausschließlich dessen Schutz dient, führt die Einwilligung des Verdächtigten zur Straflosigkeit des Täters. Sofern die Norm hingegen zumindest auch die Rechtspflege schützt, ist eine Einwilligung des Verdächtigten für die Strafbarkeit nach § 164 StGB irrelevant.

## Entstehungsgeschichte

### Falsche Anschuldigung als Grundlage des heutigen § 164 StGB
Ein früher Vorläufer des heutigen § 164 StGB fand sich bereits im preußischen Strafgesetzbuchs von 1851 (prStGB). Nach § 133 prStGB machte sich wegen falscher Anschuldigung strafbar, wer einen anderen wider besseres Wissen einer strafbaren Handlung oder der Verletzung einer Amtspflicht beschuldigte. Die Tat wurde mit Gefängnisstrafe von drei Monaten bis zu fünf Jahren bestraft.
Diese Norm übernahm der Gesetzgeber als § 164 in das Reichsstrafgesetzbuch (RStGB) von 1871. Dabei setzte er die Mindestfreiheitsstrafe gemäß § 16 Abs. 1 RStGB auf einen Tag herab.

### Überarbeitung der Strafnorm von 1933
Mit Wirkung zum 26. Mai 1933 überarbeitete der Gesetzgeber den Tatbestand der falschen Verdächtigung inhaltlich umfassend, wodurch deren Umfang deutlich anstieg. Zunächst ergänzte er den Tatbestand um ein Absichtserfordernis, wonach die Strafbarkeit nunmehr voraussetzte, dass der Täter in der Absicht handelte, ein Verfahren gegen den zu Unrecht Beschuldigten einzuleiten. Ferner ergänzte er die Tathandlung des Verdächtigens. Ebenfalls fügte er der Norm einen zweiten Absatz hinzu, der gegenüber dem bisherigen Tatbestand als Auffangnorm fungieren sollte. Hiermit wollte der Gesetzgeber die damals verbreitete Praxis eindämmen, Mitbürger gestützt auf falsche Behauptungen der politischen Verfolgung auszusetzen oder in Konzentrationslager einliefern zu lassen. Solche Fallkonstellationen erfasste der bisherige Tatbestand nicht, da er auf die strafrechtliche Verfolgung ausgerichtet war.
Weiterhin ergänzte der Gesetzgeber in § 164 Abs. 3 StGB eine strafschärfende Qualifikation, die den Strafrahmen auf eine Gefängnisstrafe von mindestens drei Monaten anhob, wenn der Täter die Tat beging, um sich oder einem anderen einen Vorteil zu verschaffen. Schließlich folgte in § 164 Abs. 5 StGB eine Strafbarkeit des lediglich bedingt vorsätzlichen oder leichtfertigen Handelns, die aufgrund des neuen Absichtserfordernisses vom ursprünglichen Tatbestand nicht mehr erfasst wurde. Nach der Überarbeitung hatte die Vorschrift folgenden Wortlaut:
(2) Ebenso wird bestraft, wer in gleicher Absicht bei einer der im Abs. 1 bezeichneten Stellen oder öffentlich über einen anderen wider besseres Wissen eine sonstige Behauptung tatsächlicher Art aufstellt, die geeignet ist, ein behördliches Verfahren oder andere behördliche Maßnahmen gegen ihn herbeizuführen oder fortdauern zu lassen.
(3) Ist die Tat in der Absicht begangen, sich oder einem Dritten einen Vorteil zu verschaffen, so ist die Strafe Gefängnis nicht unter drei Monaten.
(4) Neben der Strafe kann auf Verlust der bürgerlichen Ehrenrechte erkannt werden.
(5) Ist die falsche Anschuldigung (Abs. 1, 2) nicht wider besseres Wissen, aber vorsätzlich oder leichtfertig begangen, so ist die Strafe Gefängnis bis zu einem Jahre oder Geldstrafe.

### Falsche Verdächtigung im Strafrecht der Bundesrepublik
Nach der Gründung der Bundesrepublik wurde das bisherige RStGB durch das dritte Strafrechtsänderungsgesetz als StGB neu bekanntgemacht. Dabei wurde § 164 RStGB ohne Veränderungen übernommen. Mit Wirkung zum 1. September 1969 strich der Gesetzgeber indes die Absätze drei bis fünf des § 164 ersatzlos aus dem Tatbestand. Hierdurch entfiel die Strafbarkeit wegen lediglich bedingt vorsätzlichen oder leichtfertigen Handelns. Mit Wirkung zum 1. April 1970 wurde die Gefängnisstrafe durch die Freiheitsstrafe ersetzt.
Mit Wirkung zum 1. Januar 1975 nahm der Gesetzgeber mehrere kleinere Veränderungen an der Norm vor. Im Zuge der Einführung von Normüberschriften benannte er den § 164 StGB erstmals als falsche Verdächtigung. Ferner führte er die Möglichkeit ein, für die Tat anstelle einer Freiheitsstrafe eine Geldstrafe zu verhängen.
2009 ergänzte der Gesetzgeber mit § 164 Abs. 3 StGB eine strafschärfende Qualifikation. Hiernach verschärft sich die Strafandrohung, wenn der Täter eine falsche Verdächtigung begeht, um zu Unrecht in den Genuss einer Kronzeugenregelung zu kommen.  Solche Regelungen gewähren einem Tatbeteiligten Aussicht auf Strafmilderung, falls dieser gegen andere Tatbeteiligten aussagt. § 164 Abs. 3 StGB soll einem Missbrauch dieser Regelungen vorbeugen. Zunächst beschränkte sich § 164 Abs. 3 StGB auf die Kronzeugenregelungen aus § 46b StGB (schwere Straftaten) und § 31 BtMG (Drogenkriminalität). Zum 1. Oktober 2021 erweiterte er den strafrechtlichen Schutz auf die neue Kronzeugenregelung aus § 4a AntiDopG (Doping-Straftaten). 2024 folgte eine Erstreckung auf § 26 MedCanG.

## Tatbestand

### Opfer der Verdächtigung
§ 164 StGB setzt zunächst voraus, dass der Täter eine bestimmte, andere Person eines Fehlverhaltens bezichtigt. Der Täter muss die andere Person so genau bezeichnen, dass deren Identifizierung möglich ist. Eine Strafbarkeit wegen falscher Verdächtigung kommt daher beispielsweise nicht in Betracht, wenn der Täter seinen Verdacht gegen einen unbestimmten Personenkreis oder gegen eine Person richtet, die fiktiv, unbekannt oder verstorben ist. Nicht tatbestandsmäßig verhält sich ferner, wer sich selbst in den unzutreffenden Verdacht einer Straftat bringt. Dies kann allerdings als Vortäuschen einer Straftat gemäß § 145d StGB strafbar sein.
Strittig ist, ob eine Strafbarkeit wegen falscher Verdächtigung auch in Fällen in Betracht kommt, in denen der Täter eine schuldige Person mithilfe unwahrer Tatsachenbehauptungen kompromittiert. Die Rechtsprechung hält dies für ausgeschlossen, da sie die Falschheit einer Verdächtigung aus ex-post-Sicht beurteilt. Demnach kommt eine Strafbarkeit nach § 164 StGB lediglich in Fällen in Betracht, in denen ein Unschuldiger verdächtigt wird. Nach vorherrschender Auffassung in der Rechtslehre steht es der Annahme einer falschen Verdächtigung demgegenüber nicht entgegen, wenn jemand mithilfe falscher Behauptungen oder irreführender Indizien einen in Wahrheit zutreffenden Verdacht äußert, da auch ein Schuldiger nicht mithilfe eines falschen Beweises überführt werden soll.

### Tathandlungen

#### Verdächtigen
§ 164 StGB beschreibt zwei alternative Begehungsformen. § 164 Abs. 1 StGB ist einschlägig, wenn der Täter einen anderen einer Straftat oder einer Dienstpflichtverletzung verdächtigt. Ein Verdächtigen zeichnet sich dadurch aus, dass der Täter einen Verdacht hervorruft, umlenkt oder bestärkt. Hierzu kann es zunächst durch eine entsprechende ausdrückliche Tatsachenbehauptung kommen, etwa indem der Täter, der auf frischer Tat betroffen wird, den Namen eines anderen angibt. Ebenfalls kann ein Verdächtigen durch schlüssiges Handeln erfolgen, etwa indem der Täter, der zur Straftat eines anderen aussagt, eine entlastende Information auslässt. Beschränkt sich der Täter darauf, eine fremde Tatsachenbehauptung wiederzugeben, stellt dies ein Verdächtigen dar, wenn er sich die fremde Aussage zu eigen macht, etwa indem er seine Zustimmung zu dieser ausdrückt. Nach vorherrschender Auffassung in der Rechtswissenschaft kann auch das Manipulieren eines Indizes ein Verdächtigen darstellen. Dies wird als isolierte Beweismittelfiktion bezeichnet. Schließlich kann ein Verdächtigen darin bestehen, dass der Täter nicht gegen das Aufkommen eines falschen Verdachts einzuschreitet oder entlastende Informationen verschweigt. Ein solches Unterlassen ist indes gemäß § 13 Abs. 1 StGB lediglich dann tatbestandsmäßig, wenn den Täter die Rechtspflicht trifft, die Verdächtigung abzuwenden. So müssen beispielsweise Eltern kraft ihrer elterlichen Sorge (§ 1626 Abs. 1 S. 1 BGB) verhindern, dass ihr Kind einen anderen verdächtigt.
Kein Verdächtigen stellt das Äußern einer Meinung dar, etwa das Aufstellen einer Vermutung über die Täterschaft einer Person oder das Ziehen falscher Schlussfolgerungen. Ebenfalls nicht tatbestandsmäßig ist das rechtmäßige Schweigen im Strafprozess oder das Leugnen der eigenen Beteiligung an einer Straftat. Zwar kann dies dazu führen, dass ein Verdacht gegen einen anderen entsteht oder bestärkt wird, sodass nach der Definition alle Merkmale eines Verdächtigens vorliegen, allerdings handelt es sich hierbei um prozessual zulässiges Verhalten: Da der Täter nicht dazu verpflichtet ist, sich selbst zu belasten, darf er den Vorwurf einer Tatbegehung abstreiten. Daher erreicht die vorherrschende Auffassung in der Rechtswissenschaft mithilfe einer teleologischen Reduktion des Begriffs Verdächtigen die Herausnahme des Schweigens und des Leugnens aus § 164 StGB. Die Schwelle zur Strafbarkeit überschreitet der Täter im Fall des Leugnens jedoch, wenn sein Verhalten über bloßes Verteidigen hinausgeht, etwa durch Manipulieren von Beweismitteln zulasten eines anderen.
Eine Strafbarkeit wegen falscher Verdächtigung setzt nicht voraus, dass der Täter den Adressaten der Verdächtigung tatsächlich in die Irre führt. Allerdings muss sich die Verdächtigung dazu eignen, eine behördliche Maßnahme gegen einen anderen herbeizuführen. Ein Strafprozess kann beispielsweise gemäß § 152 Absatz 2 der Strafprozessordnung (StPO) eingeleitet werden, sobald die Behörde einen Anfangsverdacht hinsichtlich der Begehung einer Straftat erlangt, die rechtlich verfolgt werden kann. Wurde ein Verfahren bereits eingeleitet, ist eine Verdächtigung tatbestandsmäßig, wenn sie dazu führen kann, dass sich das Verfahren verlängert.
Gegenstand des § 164 Absatz 1 StGB ist das Verdächtigen bezüglich einer rechtswidrigen Tat oder einer Dienstpflichtverletzung. Bei letzterem handelt es sich um einen Verstoß, der dienstrechtlich geahndet werden kann. Bei ersterem handelt es sich gemäß § 11 Absatz 1 Nummer 5 StGB um eine Tat, die den Tatbestand eines Strafgesetzes verwirklicht. Nicht unter § 164 Absatz 1 StGB fällt daher das Verdächtigen einer Ordnungswidrigkeit.
Falsch ist eine Verdächtigung, die objektiv unwahr ist. Auf das Aufbauschen einer tatsächlich begangenen Tat trifft dies zu, wenn der Täter hierdurch den Charakter der Tat zulasten des Verdächtigten verändert. Dies trifft beispielsweise zu, wenn er anstelle der Verwirklichung lediglich eines Grunddelikts das Begehen eines qualifizierten Delikts behauptet, etwa eines schweren Raubs (§ 250 StGB) anstelle eines tatsächlich begangenen einfachen Raubs (§ 249 StGB). Ebenfalls falsch ist eine Aussage, die einen Sachverhalt unvollständig beschreibt.
Die Verdächtigung muss gegenüber einer Behörde, einem zur Entgegennahme von Anzeigen befugtem Amtsträger oder einem militärischen Vorgesetzten erfolgen. Als Behörde kommt jede Stelle in Betracht, die öffentliche Gewalt ausübt. Nach vorherrschender Ansicht in der Rechtswissenschaft erfasst § 164 StGB auch ausländische Behörden. Einige Rechtswissenschaftler wenden hiergegen ein, § 164 StGB bezwecke allein den Schutz der inländischen Rechtspflege. Zur Entgegennahme von Anzeigen sind gemäß § 158 Absatz 1 StPO Angehörige der Staatsanwaltschaft und der Polizei befugt. Alternativ kann der Täter die Verdächtigung öffentlich äußern, also vor einem unbestimmten Personenkreis.

#### Aufstellen von Behauptungen
§ 164 Abs. 2 StGB hat das Aufstellen einer falschen Behauptung zum Gegenstand, die sich eignet, ein behördliches Verfahren einzuleiten. Diese Tathandlung ist gegenüber dem spezielleren § 164 Abs. 1 StGB subsidiär.
§ 164 Absatz 2 StGB erfasst Tatsachenbehauptungen, die nicht unter § 164 Absatz 1 StGB fallen. Der Tatbestand setzt voraus, dass der Täter eine Tatsachenbehauptung aufstellt. Im Gegensatz zu § 164 Absatz 1 StGB genügt daher nicht das bloße Hervorrufen eines Verdachts, etwa durch Manipulation von Indizien, notwendig ist, dass der Täter einen Verdacht äußert.
Weiter als § 164 Absatz 1 StGB ist § 164 Absatz 2 StGB hinsichtlich des Verdachtsgegenstands gefasst: Die Norm beschränkt sich nicht auf den Verdacht einer Straftat oder eines Dienstvergehens, sondern erfasst alle Umstände, deren Behauptung sich dazu eignet, eine behördliche Maßnahme gegen eine Person herbeizuführen oder fortdauern zu lassen. Unter § 164 Absatz 2 StGB fällt daher beispielsweise das Verdächtigen eines anderen hinsichtlich der Begehung einer Ordnungswidrigkeit.
In der Tatbestandsalternative des Absatzes 2 wird neben der Tathandlung gegenüber den Behörden des Absatzes 1 auch das ‚öffentliche‘ Behaupten unter Strafe gestellt. Insofern genügt es für eine falsche Verdächtigung nach Absatz 2, wenn jemand öffentlich so konkrete Behauptungen aufstellt, dass beispielsweise ein Ordnungswidrigkeitenverfahren gegen einen anderen eingeleitet werden könnte.

### Subjektive Elemente
Eine Strafbarkeit wegen falscher Verdächtigung erfordert gemäß § 15 StGB, dass der Täter hinsichtlich des objektiven Tatbestands zumindest mit bedingtem Vorsatz handelt. Hierfür muss er in Kenntnis aller Tatumstände billigend in Kauf nehmen, dass sich sein Handeln eignet, gegen eine andere Person ein behördliches Verfahren einzuleiten.
Weiterhin muss der Täter wissen, dass seine Verdächtigung unwahr ist. Nimmt der Täter lediglich irrig an, seine Aussage sei unwahr, begeht er einen straflosen Versuch der falschen Verdächtigung.
Schließlich muss der Täter in der Absicht handeln, gegen den von ihm Verdächtigten ein behördliches Verfahren herbeizuführen oder fortdauern zu lassen. Der Begriff der Absicht bezeichnet im Allgemeinen einen zielgerichteten Willen des Täters. Nach vorherrschender Auffassung fordert § 164 StGB jedoch keinen solchen Willen. Es genügt, wenn der Täter weiß, dass durch sein Handeln ein Verfahren eingeleitet oder fortgesetzt wird, da es für die von § 164 StGB verfolgten Schutzzwecke unerheblich ist, ob der Täter die Eignung zur Herbeiführung eines Verfahrens Hauptziel erstrebt oder hierum lediglich weiß. Fällt der Verdacht auf eine andere als vom Täter erwartete Person, ist diese Fehlvorstellung nach vorherrschender Auffassung in der Rechtswissenschaft unbeachtlich, da die Funktionsfähigkeit der Rechtspflege in diesem Fall gleichermaßen beeinträchtigt wird.

## Prozessuales und Strafzumessung
Eine falsche Verdächtigung ist vollendet, sobald der Adressat der Verdächtigung die Möglichkeit erlangt, von dieser Kenntnis zu nehmen. Dies trifft zu, sobald sie diesem zugegangen ist. Wird der Täter wegen falscher Verdächtigung verurteilt, die öffentlich oder durch Verbreiten von Schriften begangen wurde, kann dies auf Antrag des Verletzten gemäß § 165 StGB öffentlich bekanntgegeben werden. Der Vollzug der Bekanntgabe richtet sich nach § 463c StPO.
Bei der falschen Verdächtigung handelt es sich gemäß § 12 Abs. 2 StGB um ein Vergehen.
Führt die falsche Verdächtigung dazu, dass eine Behörde ein Verfahren einleitet, soll die Staatsanwaltschaft gemäß § 154e Absatz 1 StPO von der Anklageerhebung wegen falscher Verdächtigung absehen, bis dieses Verfahren abgeschlossen ist. Hierdurch soll vermieden werden, dass es aufgrund paralleler Verfahren zu widersprüchlichen Entscheidungen kommt.

### Tätige Reue
Die Möglichkeit, eine Strafmilderung oder einen Strafausschluss durch tätige Reue zu erzielen, normiert § 164 StGB nicht. Nach verbreiteter Auffassung in der Rechtswissenschaft findet allerdings die entsprechende Vorschrift der Aussagedelikte, § 158 StGB, analoge Anwendung auf die falsche Verdächtigung. Hiernach kann der Täter eine Strafmilderung erlangen, wenn er seine Äußerung berichtigt, bevor sie zu einem Schaden führt. Keine analoge Anwendung finden hingegen die Strafzumessungsvorschriften des § 258 StGB, nach denen sich der Täter nicht strafbar macht, wenn er durch die Tat die Bestrafung seiner selbst oder eines Angehörigen verhindern will.

### Qualifikation, § 164 Absatz 3 StGB
Gemäß § 164 Absatz 3 StGB erhöht sich das Mindeststrafmaß für den Täter, wenn er die falsche Verdächtigung begeht, um eine Strafmilderung oder ein Absehen von Strafe nach § 46b StGB oder § 31 des Betäubungsmittelgesetzes zu erlangen. Hierdurch wollte der Gesetzgeber verhindern, dass sich Personen die Privilegierung als Kronzeuge erschleichen, indem sie eine andere Person fälschlich beschuldigen. Bei dieser Zwecksetzung handelt es sich um eine Absicht, sodass diese die primäre Motivation des Täters darstellen muss.

## Gesetzeskonkurrenzen
Werden im Zusammenhang mit einer Tat nach § 164 StGB weitere Delikte verwirklicht, stehen diese zur falschen Verdächtigung in Gesetzeskonkurrenz. Eine Tateinheit (§ 52 StGB) kommt aufgrund des räumlich-zeitlichen Zusammenhangs insbesondere zu anderen Äußerungsdelikten in Betracht, etwa der falschen uneidlichen Aussage (§ 153 StGB), dem Meineid (§ 154 StGB), der Beleidigung (§ 185 StGB) und der Verleumdung (§ 187 StGB). Der Tatbestand des Vortäuschens einer Straftat (§ 145d StGB) ist gegenüber der falschen Verdächtigung formell subsidiär. Die Verfolgung Unschuldiger (§ 344 StGB) tritt hinter § 164 StGB zurück.
Nach Auffassung der Rechtsprechung ist zwischen § 164 StGB und falscher uneidlicher Aussage Wahlfeststellung möglich, falls in einem Strafverfahren zwar gewiss ist, dass der Täter eines dieser Delikte verwirklicht hat, ungewiss jedoch ist, welches.

## Kriminologie
Das Bundeskriminalamt gibt jährlich eine Statistik über alle in Deutschland gemeldeten Straftaten heraus, die Polizeiliche Kriminalstatistik. Seit 1993 wird das gesamte Bundesgebiet erfasst. In den Statistiken von 1991 und 1992 wurden die alten Bundesländer und das gesamte Berlin erfasst. Frühere Statistiken erfassen lediglich die alten Bundesländer.
2016 wurden 16.762 Fälle der falschen Verdächtigung polizeilich registriert.